# آنابورغ
آنابورغ (بالألمانية: Annaburg) هي بلدة ألمانية تقع في ألمانيا في ساكسونيا أنهالت. يقدر عدد سكانها بـ 7,611 نسمة .

## المدن التوأمة
مدينة فرل هي مدينة توأمة لـآنابورغ.